# Urceola linearicarpa
Urceola linearicarpa är en oleanderväxtart som först beskrevs av Jean Baptiste Louis Pierre, och fick sitt nu gällande namn av D. J. Middleton. Urceola linearicarpa ingår i släktet Urceola och familjen oleanderväxter. Inga underarter finns listade i Catalogue of Life.